# Greg Egan
Greg Egan (Perth, 1961. augusztus 20. –) ausztrál sci-fi-író.

## Élete
Az University of Western Australia hallgatójaként BSc fokozatú diplomát szerzett matematikából, majd egy darabig számítógép-programozóként dolgozott. 1992 óta minden idejét az írásnak szenteli. Jelenleg is Perthben él.
Greg Egant a hard science fiction egyik legkövetkezetesebb képviselőjeként tartják számon. Témái között szerepel a kvantummechanika, a matematika, a genetika, a transzhumanizmus, a mesterséges intelligencia, a tudatátvitel, élőlények (köztük emberek) lemásolása, a szimulált valóság, valamint a tudomány (racionalitás) és a metafizika kapcsolata.
Óceánmély (Oceanic) című kisregénye Hugo- és Locus-díjat nyert, a Permutation City című regénye pedig John W. Campbell Emlékdíjat.
Egan nem vesz részt science fiction konvenciókon, és nem dedikálja a műveit.
Magyarul a Karantén, a Diaszpóra című regényei, valamint több novellája jelent meg.

## Művei

### Regények
- An Unusual Angle (1983) (nem sci-fi)
- Quarantine (Karantén) (1992)
- Permutation City (1994)
- Distress (1995)
- Diaspora (Diaszpóra) (1997)
- Teranesia (1999)
- Schild's Ladder (2002)
- Incandescence (2008)

### Novellagyűjtemények
- Our Lady of Chernobyl (1995)
- Axiomatic (1995)
- Luminous (1998)
- Dark Integers and Other Stories (2008)
- Oceanic (2009)
- Crystal Nights and Other Stories (2009)

### Novellák
- Artifact (1983)
- Tangled Up (1985)
- The Way She Smiles, the Things She Says (1985)
- Mind Vampires (1986)
- Neighbourhood Watch (1986)
- Scatter My Ashes (1988)
- The Cutie (A kis aranyos) (1989)
- Beyond the Whistle Test (1989)
- The Extra (Az extra) (1990)
- The Caress (Az ölelés) (1990)
- Eugene (Eugene) (1990)
- The Moral Virologist (Az erkölcsös víruskutató) (1990)
- The Safe-Deposit Box (A páncélkazetta) (1990)
- The Vat (1990)
- Learning to Be Me (Hogy önmagam lehessek) (1990)
- Axiomatic (Axiomatikus) (1990)
- The Moat (1991)
- Fidelity (1991)
- Appropriate Love (Házastársi szeretet) (1991)
- Blood Sisters (Vérszerződés) (1991)
- The Demons Passage (1991)
- In Numbers (1991)
- The Infinite Assassin (A végtelen gyilkos) (1991)
- Dust (1992)
- Worthless (1992)
- Before (1992)
- The Hundred Light-Year Diary (A száz fényéves napló) (1992)
- Reification Highway (1992)
- Unstable Orbits in the Space of Lies (Bizonytalan pályák a hazugságok terében) (1992)
- Closer (Egyre közelebb) (1992)
- Into Darkness (Rohanás a sötétségbe) (1992)
- The Walk (A séta) (1992)
- Transition Dreams (Átmeneti álmok) (1993)
- Chaff (Pelyva a szélben) (1993)
- Cocoon (Burok) (1994)
- Our Lady of Chernobyl (Csernobili Miasszonyunk) (1994)
- A Kidnapping (Emberrablás) (1995)
- Seeing (A látó) (1995)
- Wang's Carpets (1995)
- Mitochondrial Eve (Mitokondriális Éva) (1995)
- Luminous (Fényözön) (1995)
- Mister Volition (Az Akarat Ura) (1995)
- Tap (1995)
- Silver Fire (Ezüstláng) (1995)
- Orphanogenesis (1997)
- Yeyuka (1997)
- Reasons to Be Cheerful (Hogyan legyünk boldogok?) (1997)
- The Planck Dive (1998)
- Oceanic (Óceánmély) (1998)
- Border Guards (1999)
- Oracle (2000)
- Singleton (2002)
- Riding the Crocodile (2006)
- Induction (2007)
- Glory (2007)
- Dark Integers (2007)
- Steve Fever (2007)
- Crystal Nights (2008)
- Lost Continent (2008)
- Hot Rock (2009)

## Magyarul
- Karantén; ford. Békési József; Lap-ics–Cherubion, Bp.–Debrecen, 1998 (Galaxis sf könyvek)
- Diaszpóra; ford. Huszár András; Ad Astra, Bp., 2013